# Willa Muszyńskiego i Urbanowicza w Warszawie
Willa Muszyńskiego i Urbanowicza – zabytkowa willa znajdująca się przy ul. Klonowej 6/8 w Warszawie.

## Opis
Dwurodzinny budynek zaprojektowany przez Bohdana Pniewskiego powstał w latach 1935–1936 dla adwokata Stefana Urbanowicza i inżyniera Leszka Muszyńskiego. Został zaprojektowany w stylu ekskluzywnego funkcjonalizmu, zbliżonego do architektury Franka Lloyda Wrighta. W budynku podzielonym na dwie części zaprojektowano dwa mieszkania (nr 6 i 8) z oddzielnymi wejściami. Na jego tyłach znajduje się ogród.
We wnętrzach architekt przyjął układ: niski parter przeznaczony do pracy, reprezentacyjny wysoki parter i mieszkalne piętro. Elewację i ogrodzenie obłożono rustyką z piaskowca. W płaszczyźnie muru osadzono boczną ścianę ganku składającą się z 25 dziurkowanych kwadratowych płyt. Na płaskim dachu budynku powstały tarasy rekreacyjne. We wnętrzach zastosowano marmury „Dębnik”, „Barwinek” i „Racławice” oraz ściankę działową z alabastru.
Po II wojnie światowej willa została przejęta przez Skarb Państwa. W 1989 roku znalazła się w zarządzie Kancelarii Prezydenta. W czasie prezydentury Lecha Wałęsy połowa budynku (nr 8) została zwrócona potomkom Urbanowicza. Druga połowa (nr 6) została odkupiona od dawnych właścicieli i była później wynajmowana przez Kancelarię Prezydenta, najpierw Polskiej Radzie Biznesu, a następnie Konfederacji Lewiatan. W późniejszych latach połowa nr 8 trafiła z powrotem do Skarbu Państwa i zaczęła być zarządzana przez podlegający Ministerstwu Obrony Narodowej (MON) Stołeczny Zarząd Infrastruktury. Pod nr 6 ulokowano biura MON.
W 1991 willa i ogrodzenie zostały wpisane do rejestru zabytków.